# Pociîno-Sofiivka, Mahdalînivka
Pociîno-Sofiivka (în ucraineană Почино-Софіївка) este localitatea de reședință a comunei Pociîno-Sofiivka din raionul Mahdalînivka, regiunea Dnipropetrovsk, Ucraina.

## Demografie
Componența lingvistică a localității Pociîno-Sofiivka
     Ucraineană (93,34%)
     Rusă (4,62%)
     Alte limbi (0,43%)
Conform recensământului din 2001, majoritatea populației localității Pociîno-Sofiivka era vorbitoare de ucraineană (93,34%), existând în minoritate și vorbitori de rusă (4,62%) și armeană (1,5%).